# 2005年のバスケットボール
< 2005年 | 2005年のスポーツ
2005年のバスケットボール（2005ねんのバスケットボール）では、2005年（平成17年）のバスケットボール関連の出来事をまとめる。

## できごと
- 11月5日 - 日本初のプロバスケットボールリーグ、bjリーグ最初のシーズンが開幕。

## 国際大会
- 男子アジア選手権
決勝  中国 77-61  レバノン
- 女子アジア選手権
決勝  中国 73-67  韓国
- 男子欧州選手権
決勝  ギリシャ 78-62  ドイツ
- 女子欧州選手権
決勝  チェコ 72-70  ロシア
- 男子アメリカ選手権
決勝  ブラジル 100-88  アルゼンチン
- 女子アメリカ選手権
決勝  キューバ 81-73  ブラジル
- 2005年東アジア競技大会
  - 男子

決勝  中華台北 60-55  日本
  - 女子

決勝  中国 71-67  中華台北
- ユーロリーグ
ファイナル（モスクワ） マッカビ・テルアビブBC（イスラエル） 90-78 タウ・ビトーリア（スペイン）
- FIBAアジアチャンピオンズカップ
決勝（フィリピン） アル・ラーヤン（カタール） 83-76 Fastlink（ヨルダン）
- 日韓Wリーグチャンピオンシップ
ウリィ銀行ハンセ （2勝） シャンソンVマジック

## 国内大会

### 日本国内
- 全日本総合バスケットボール選手権大会（代々木第二体育館・1月2日～10日）
  - 男子決勝 アイシンシーホース 66 - 51 トヨタ自動車アルバルク
  - 女子決勝 JALラビッツ 76 - 67 シャンソンVマジック
- Wリーグファイナル
  - シャンソンVマジック （3勝1敗） JALラビッツ
- JBLスーパーリーグファイナル（代々木第二体育館・3月19日～24日）
  - 東芝ブレイブサンダース （3勝2敗）アイシンシーホース
- 第57回全日本学生バスケットボール選手権大会
男子決勝 東海大学 90-77 青山学院大学
女子決勝 松蔭大学 67-63 鹿屋体育大学
- 第36回全国高等学校バスケットボール選抜優勝大会（東京体育館・12月24日～30日）
男子決勝 福岡第一（福岡） 76 - 64 延岡学園(宮崎）
女子決勝 中村学園女子（福岡） 76 - 71 桜花学園（愛知）
- 高校総体（千葉県）
男子決勝 延岡学園（宮崎） 91 - 88 福岡大大濠（福岡）
女子決勝 東京成徳（東京） 77 - 65 慶誠（熊本）

### NBA
- NBAオールスターゲーム（コロラド州デンバー・ペプシ・センター）
  - イースタン･カンファレンス 125-115 ウェスタン･カンファレンス
    - MVP：アレン・アイバーソン（フィラデルフィア・セブンティシクサーズ）
- NBAファイナル（6月10日～23日）
  - サンアントニオ・スパーズ（西） （4勝3敗） デトロイト・ピストンズ（東）

### 韓国プロバスケットボール
- KBLファイナル 原州TG三宝エクサス （4勝2敗） 全州KCCイージス

### 中国プロバスケットボール
- CBAファイナル 広東サザンタイガース （3勝2敗）江蘇ドラゴンズ

## 死去
- 6月1日 - ジョージ・マイカン